# Dymasius verticosus
Dymasius verticosus es una especie de escarabajo del género Dymasius, familia Cerambycidae. Fue descrita científicamente por Holzschuh en 2010.
Habita en 	Laos y Vietnam. Los machos y las hembras miden aproximadamente 16,6-18,7 mm. El período de vuelo de esta especie ocurre en los meses de mayo, junio, julio y agosto.